# San Fernando de Henares
San Fernando de Henares er en by og kommune i det centrale Spanien i Madrid-regionen. Den har et indbyggertal på 38.980 (2024) indbyggere.